# Scoliocentra
Scoliocentra är ett släkte av tvåvingar. Scoliocentra ingår i familjen myllflugor.

## Dottertaxa tillScoliocentra, i alfabetisk ordning[1][2]
- Scoliocentra alpina
- Scoliocentra amplicornis
- Scoliocentra biconfusa
- Scoliocentra borealis
- Scoliocentra brachypterna
- Scoliocentra caesia
- Scoliocentra caucasicus
- Scoliocentra ceianui
- Scoliocentra collini
- Scoliocentra confusa
- Scoliocentra czekanowskii
- Scoliocentra czernyi
- Scoliocentra defessa
- Scoliocentra dupliciseta
- Scoliocentra engeli
- Scoliocentra europaeus
- Scoliocentra flavotestacea
- Scoliocentra fraterna
- Scoliocentra glauca
- Scoliocentra gonea
- Scoliocentra gorodkovi
- Scoliocentra helvola
- Scoliocentra infuscata
- Scoliocentra kamtschatica
- Scoliocentra mariei
- Scoliocentra martineki
- Scoliocentra mongolicus
- Scoliocentra nigrinervis
- Scoliocentra obscuriventris
- Scoliocentra perplexa
- Scoliocentra sabroskyi
- Scoliocentra sackeni
- Scoliocentra scutellaris
- Scoliocentra scutellata
- Scoliocentra soosi
- Scoliocentra spectabilis
- Scoliocentra thoracica
- Scoliocentra tianshanica
- Scoliocentra tincta
- Scoliocentra triangulata
- Scoliocentra troglodytes
- Scoliocentra tularensis
- Scoliocentra ventricosa
- Scoliocentra villosa